# Proömium
Das Proömium (Plural Proömien; altgriechisch προοίμιον prooímion, deutsch ‚vor dem Lied‘, ‚Vorspiel‘, ‚einleitender Gesang‘; im Lateinischen entlehnt als pro(o)emium) oder Proöm ist seit der Antike ein einführendes Kapitel, ein Vorwort von Dichtungen und Briefen. In der byzantinischen Diplomatik ist es außerdem die Bezeichnung für die Arenga.

### Proömium praeter rem
Ein Proömium praeter rem steht inhaltlich „neben“ dem folgenden Werk und bildet eine selbständige Einheit.
Im Rhapsodengesang der griechischen Antike wurden solche „Versatzstücke“ vor dem eigentlichen zu singenden Lied gesungen. Eine Sammlung solcher Proömienversatzstücke ist unter dem Namen Homers als Homerische Hymnensammlung überliefert.

### Proömium ante rem
Das Proömium ante rem ist als tatsächliche Einleitung zum folgenden Werk diesem vorangestellt, z. B. der Goldenen Bulle von 1356.

### Bestandteile
Übliche Bestandteile eines solchen Proömiums, vor allem im Epos, sind
- die Nennung der vorkommenden Personen, Länder etc., eine kurze Inhaltsangabe,
- die Invocatio, d. h. die Anrufung einer übergeordneten Macht mit Bitte um Inspiration und Hilfe beim Vortrag, die Begründung für die Entstehung des Werkes, und schließlich
- die Captatio benevolentiae, die Bitte um Wohlwollen und gewogenes Aufnehmen des Gehörten beim Leser, oft verbunden mit einer gewissen Koketterie.

## Briefe
In antiken Briefen folgt auf das Präskript (z. B. „Jakobus grüßt die zwölf Stämme“, Jak 1,1 ) das Proömium. In den Briefen des Paulus besteht es aus Dank oder Lobpreis Gottes, etwa „Ich danke Gott jederzeit … Treu ist Gott …“ (1 Kor 1,4–9 ).